# Hybanthus capensis
Hybanthus capensis (Thunb.) Engl. – gatunek roślin z rodziny fiołkowatych (Violaceae). Występuje naturalnie w Namibii, Południowej Afryce oraz Eswatini. 

## Morfologia
PokrójBylina przybierająca postać krzewu.
LiścieBlaszka liściowa ma kształt od owalnego od odwrotnie jajowatego. Mierzy 1,5–7 cm długości oraz 0,5–3 cm szerokości, jest piłkowana na brzegu, ma zbiegającą po ogonku nasadę i tępy wierzchołek. Przylistki są owalne. Ogonek liściowy jest nagi.
KwiatyZebrane w gronach, skąpo ukwieconych, wyrastają z kątów pędów. Mają działki kielicha o owalnym kształcie. Płatki są łyżeczkowate, mają białą barwę z fioletowymi żyłkami, przednie mierzą 15 mm długości.

## Biologia i ekologia
Rośnie w lasach oraz na łąkach. 